# Unser trautes Heim (1942)
Unser trautes Heim (Originaltitel: George Washington Slept Here) ist eine US-amerikanische Filmkomödie von William Keighley aus dem Jahr 1942. Der Film basiert auf dem gleichnamigen Bühnenstück von Moss Hart und George S. Kaufman und handelt von einem Ehepaar, das ein altes Haus erwirbt und durch die Sanierung an den Rand des Ruins gerät. Die Hauptrollen spielen Jack Benny und Ann Sheridan.

## Handlung
Das New Yorker Ehepaar Bill und Connie Fuller muss aus seiner Wohnung ausziehen, nachdem ihr Hund dort Schaden angerichtet hat, was eine Kündigung nach sich zog. Ohne Bills Wissen kauft Connie ein leerstehendes Landhaus in Pennsylvania, in dem angeblich George Washington während der amerikanischen Revolution geschlafen haben soll. Connie nimmt Bill mit auf einen Ausflug durch die Landschaft, der beide „zufällig“ an dem fraglichen Haus vorbeiführt, wobei Connie die Hoffnung hat, dass Bill sich in das Haus verlieben werde. Als Connie ihren Ehemann dann mit der Nachricht überrascht, dass sie die neuen Besitzer des Hauses sind, reagiert Bill anders, als sie es erwartet hat, denn der schlechte Zustand des Hauses schreckt ihn ab. Außerdem ist es sehr abseits gelegen und er hat wenig Lust, immer in die Stadt zu pendeln. Da das Paar aber, „dank“ seines Hundes, keine andere Bleibe hat, ziehen sie trotzdem zusammen mit Connies Schwester Madge in dieses Haus ein. Sie stellen einen Mann namens Kimber ein, der ihnen bei den Renovierungsarbeiten helfen soll. Dabei stellen sie fest, dass es gar nicht Washington war, der hier einmal geschlafen hat, sondern der Verräter Benedict Arnold. Da sich die finanziellen Reserven der Fullers aufgrund der aufwendigen Arbeiten allmählich erschöpfen, nehmen sie einen weiteren Mieter in ihr Haus auf: Connies verwöhnten Neffen Raymond. Sein Vater ist recht wohlhabend, sodass Connie sich von ihrem Onkel Stanley ein wenig Unterstützung erhofft.
An einem regnerischen Tag suchen die verheirateten Schauspieler Rena Leslie und Clayton Evans während eines Unwetters Schutz bei den Fullers. Madge verliebt sich in Clayton und plant, mit ihm wegzugehen.  Auch Bill vermutet inzwischen, dass Connie ihm untreu werden könnte, denn sie ist in letzter Zeit auffallend oft mit dem örtlichen Antiquitätenhändler Jeff Douglas zusammen. Als Bill sie zur Rede stellt, erklärt sie ihm, dass Jeff ihr nur dabei geholfen habe, die Besitzrechte des Brunnens und der Zufahrtsstraße zu klären, da ihr unfreundlicher Nachbar Prescott behauptet, dass beides ihm gehöre. Im Kampf um die Besitzrechte gelingt es Prescott eine Zwangsversteigerung von Fullers Haus zu erwirken. Er hofft so, aufgrund von Fullers Kreditschulden, das Haus auf einer Auktion günstig ersteigern zu können. Die Fullers suchen verzweifelt nach Mitteln, um die Renovierungsarbeiten abschließen und die Zwangsvollstreckung abwenden zu können. Sie bitten Stanley, sie finanziell zu unterstützen, dabei stellt sich heraus, dass er schon seit der Großen Depression im Jahr 1929 bankrott ist, was er gekonnt verheimlicht hatte. Stattdessen hilft er ihnen aber, ihren rechtmäßigen Anspruch auf den Brunnen und die Zufahrtsstraße durchzusetzen. Alles wendet sich zum Guten, als der Hund der Fullers im Garten einen alten Stiefel ausgräbt, der einen Brief enthält, der von George Washington geschrieben wurde. Mit diesem wertvollen historischen Fund kann das Paar die finanziellen Mittel auftreiben, um die noch ausstehenden Renovierungsarbeiten endlich abschließen und Prescotts Versuch, sie zu vertreiben, abwehren zu können.

## Produktion, Hintergrund, Veröffentlichung
Unser trautes Heim basiert auf Moss Harts und George S. Kaufmans Bühnenstück George Washington Slept Here von 1940 und wurde von Warner Bros. Entertainment produziert. Die Dreharbeiten begannen Anfang April und dauerten bis Mitte Juni 1942. Hattie McDaniel, die im Film das Dienstmädchen der Fullers spielt, war die erste schwarze Frau, die mit einem Oscar ausgezeichnet wurde.
Der Film hatte am 30. Oktober 1942 in New York Premiere. In Mexiko wurde er im Januar 1943 veröffentlicht, in Portugal im März 1945 und in Frankreich im Juli 1945. In Deutschland wurde die Schwarzweiß-Produktion  erstmals am 3. August 1991 im Fernsehprogramm der ARD ausgestrahlt.
Veröffentlicht wurde der Film zudem in Belgien, Brasilien, Spanien, Italien, Polen und in der Sowjetunion.

## Soundtrack
- Yankee Doodle, traditionelle Weise
- Battle Cry of Freedom, Musik: George Frederick Root
- I’ll Never Smile Again, Musik und Text: Ruth Lowe, Gesang: Percy Kilbride
- You’re In The Army Now, Musik: Isham Jones, Text: Tell Taylor, Ole Olsen, Gesang: Douglas Croft

## Kritik
Cinema.de wertete: „Vorhersehbar, aber ein netter Spaß.“
Das Lexikon des internationalen Films meinte: „Gut gespielte Komödie mit vielen Slapstick-Einlagen; nicht sonderlich tiefschürfend, aber recht unterhaltsam.“

## Auszeichnung
Unser trautes Heim wurde 1943 in der Kategorie „Bestes Szenenbild in einem Schwarzweißfilm“ für einen Oscar nominiert. Max Parker, Mark-Lee Kirk und Casey Roberts zeichneten dafür verantwortlich. Der Oscar ging jedoch an Richard Day, Joseph C. Wright und Thomas Little und das Filmdrama This Above All.